# De minuit à l'aube
Pour plus de détails, voir Fiche technique et Distribution.
De minuit à l'aube (Between Midnight and Dawn) est un film américain en noir et blanc réalisé par Gordon Douglas, sorti en 1950.

## Synopsis
Rocky Barnes et Dan Purvis, deux amis d'enfance, sont devenus agents de police et patrouillent la nuit. Ils sont tous deux amoureux de la secrétaire de leur capitaine, Katherine Mallory. D'abord indécise, elle finit par porter son choix sur Barnes. Ils décident de se marier. La veille du mariage, le fiancé est tué par un criminel qui croit que Barnes et Purvis ont arrêté l'un de ses compagnons. À ce stade, Purvis les poursuivra pour que justice soit rendue.

## Fiche technique
- Titre : De minuit à l'aube
- Titre original : Between Midnight and Dawn
- Réalisation : Gordon Douglas
- Scénario : Eugene Ling, Gerald Drayson Adams et Leo Katcher
- Musique : George Duning
- Photographie : George E. Diskant
- Montage : Gene Havlick
- Production : Hunt Stromberg
- Société de production et de distribution : Columbia Pictures
- Pays de production :  États-Unis
- Langue d'origine : anglais américain
- Format : noir et blanc — pellicule : 35 mm — image : 1,37:1 — son : mono (Western Electric Recording)
- Genre : policier, film noir et thriller
- Durée : 89 minutes
- Dates de sortie : 
  - États-Unis : 30 septembre 1950
  - France : 30 novembre 1951

## Distribution
- Mark Stevens : l'officier Rocky Barnes
- Edmond O'Brien : l'officier Dan Purvis
- Gale Storm : Katharine Kate Mallory
- Donald Buka : Ritchie Garris
- Gale Robbins : Terry Romaine
- Anthony Ross : le lieutenant de police Masterson
- Roland Winters : Leo Cusick
- Tito Vuolo : Romano
- Grazia Narciso : Mme. Romano
- Madge Blake : Mme. Mallory
- Lora Lee Michel : Kathy Blake
- Jack Del Rio : Louis Franissi
- Philip Van Zandt : Joe Quist
- Cliff Bailey : le sergent de police Bailey
- Tony Barr : Harry Yost
- Peter Mamakos : « Cootie » Adams
- Ric Roman : Rod Peters
- Frances Morris : Mme. Blake

## Accueil
Le film a reçu la note de 2,5/5 sur AllMovie.